# Adolf Miethe

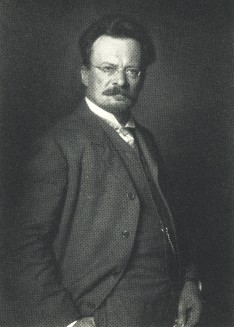
Adolf Miethe

Adolf Miethe, född 25 april 1862 i Potsdam, död 5 maj 1927 i Berlin, var en tysk fotokemist. 
Miethe studerade vid universiteten i Berlin och Göttingen, var vetenskaplig medarbetare hos Schulze & Bartels i Rathenow och Voigtländer & Sohn i Braunschweig samt blev 1899 professor och föreståndare för fotokemiska laboratoriet vid tekniska högskolan i Berlin.
Miethe uppfann och utarbetade tillsammans med Johannes Gaedicke blixtljusfotografin, förbättrade metoderna för trefärgstryck och gjorde ett flertal tekniska uppfinningar och förbättringar på fotografins område. Han utarbetade metoder för syntetisk framställning av ädelstenar och försökte förvandla kvicksilver till guld.